# 齿翅蚕蛾属
齿翅蚕蛾属（学名：Oberthüeria）为蚕蛾科的一个属。该属的模式种为黄波花蚕蛾（Euphranor caeca）。

## 下属物种
本属包括以下物种：
- 多齿翅蚕蛾 Oberthueria caeca Oberthür, 1881，黄波花蚕蛾
- 单齿翅蚕蛾 Oberthueria falcigera Butler
- Oberthueria formosibia Matsumura, 1927